# Khogyani

Khogyani op kaart

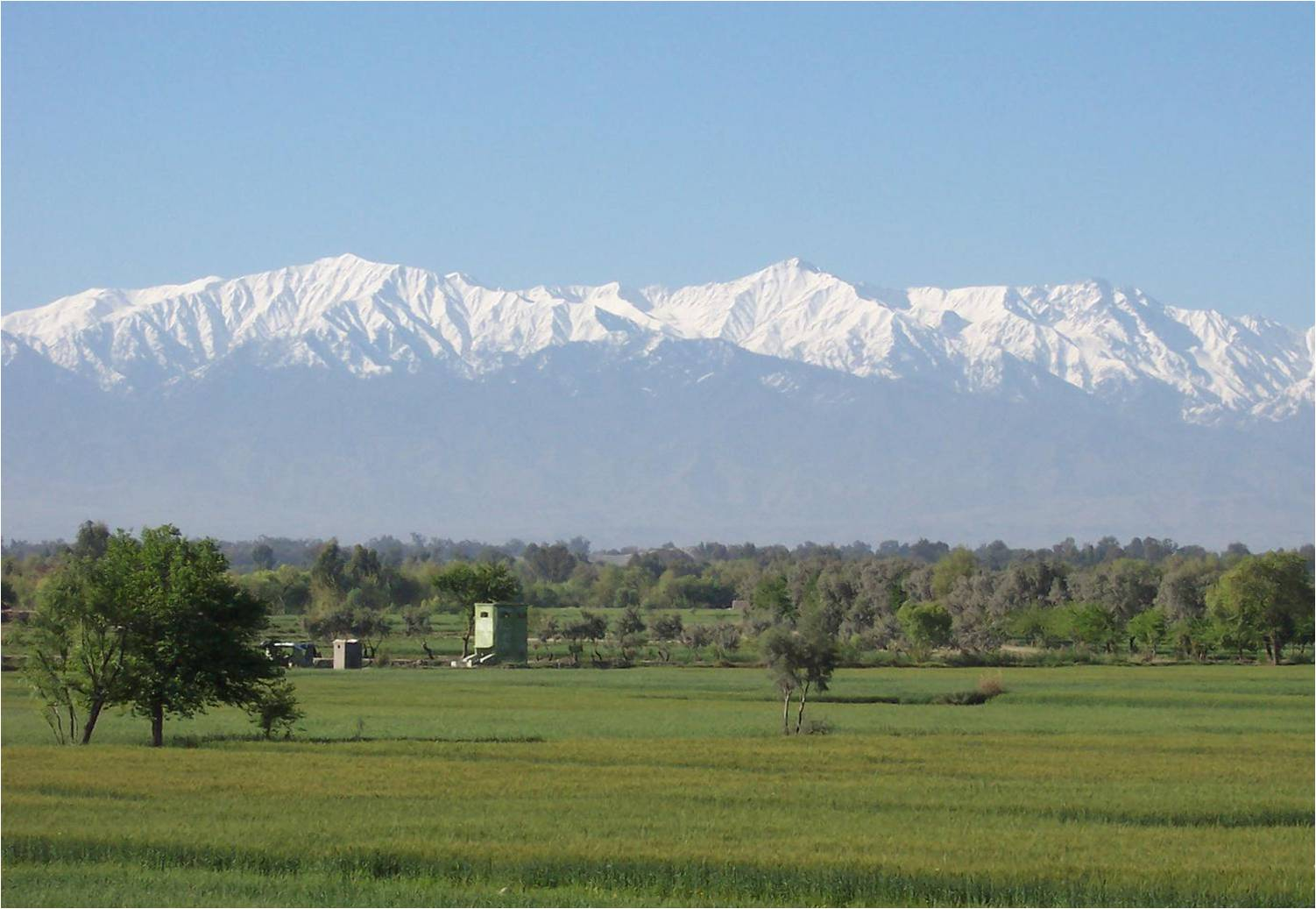
Khogyani

Khogyani ligt in de provincie Nangarhar en is een van de 22 districten van Nangarhar.